# Luis Lopez (Nuovo Messico)
Luis Lopez è un census-designated place (CDP) della contea di Socorro, Nuovo Messico, Stati Uniti. La popolazione era di 107 abitanti al censimento del 2010. Si trova tra Socorro e San Antonio lungo il Rio Grande.

## Geografia fisica
Secondo l'Ufficio del censimento degli Stati Uniti, ha una superficie totale di 0,54 mi² (1,40 km²).

## Società

### Evoluzione demografica
Secondo il censimento del 2010, la popolazione era di 107 abitanti.

### Etnie e minoranze straniere
Secondo il censimento del 2010, la composizione etnica del CDP era formata dal 91,6% di bianchi, lo 0,0% di afroamericani, lo 0,0% di nativi americani, lo 0,0% di asiatici, lo 0,0% di oceaniani, l'8,4% di altre razze, e lo 0,0% di due o più razze. Ispanici o latinos di qualunque razza erano il 67,3% della popolazione.